# Protogrammus antipodus
Protogrammus antipodus és una espècie de peix de la família dels cal·lionímids i de l'ordre dels perciformes.

## Morfologia
- Els mascles poden assolir 2,1 cm de longitud total i 2,93 les femelles.[4]

## Hàbitat
És un peix marí, de clima tropical i demersal que viu entre 70-220 m de fondària.

## Distribució geogràfica
Es troba a Nova Caledònia.

## Observacions
És inofensiu per als humans.